# HMS Delfinen (Del)
HMS Delfinen (De, Del) var en ubåt i svenska flottan som byggdes vid Karlskrona örlogsvarv och som sjösattes i mars 1961 och skrotades 1993 i Gävle.